# Плутонизм
Плутонизм или Вулканизм (от лат. Plutonismus — по имени древнеримского бога подземного царства Плутона) — теория в геологических науках конца XVIII — начала XIX веков, последователи которой считали, что ведущую роль в геологической истории играли внутренние силы Земли.

## Термин
Плутонизм породил ряд терминов, связанных с глубинными процессами Земли:
- Плутонизм (плутон) — интрузии
- Плутонические породы — глубинные горные породы

## История
Как система взглядов плутонизм впервые был изложен шотландским учёным Джеймсом Хаттоном в работах, опубликованных в 1788 и 1795 годах.  Серьёзная разработка теории плутонизма принадлежит Л. фон Буху. Богатый фактический материал был собран его близким другом, немецким учёным Александром фон Гумбольдтом. Он обратил внимание на особенности в географическом распределении вулканов, определил азиатскую полосу землетрясений, выделил три типа землетрясений. 
Становление плутонизма происходило в острой борьбе с нептунизмом, последователи которого приписывали решающую роль при образовании минералов, горных пород и осадков процессам, происходящим под действием воды, и отвергали значение вулканической активности.
Борьба между сторонниками плутонизма и нептунизма сыграла большую роль в становлении геологических теорий и наук.